# فيليب الثاني (فيلورومايوس)
فيليب الثاني (فيلورومايوس) حاكم المملكة السلوقية وابن الملك فيليب الأول (فيلاديلفوس). وكان صديق الرومان.
سبق لفيليب أن حكم جزءاً من سوريا في الستينيات من قبل الميلاد في عهد بومبي. وقد نافس أخاه أنطيوخوس الثالث عشر لنيل حفاوة الجنرال الروماني العظيم، لكن بومبي لم يفعل ذلك لأي منها بل قام بقتل أنطيوخوس الثالث عشر.
لا يوجد عملات يظهر عليها فيليب الثاني، إذ كان ذلك أمراً ليس شائعاً عند الملوك السلوقيين (عدا سلوقس الخامس الذي لا تظهر أيضاً عملات باسمه)؛
ولعل ذلك بسبب أنه لم يحكم أي مدينة تسك العملة.
يُقال أن فيليب الثاني كان العريس المرتقب للبرينس السادسة أخت كليوباترا السابعة في 56 ق.م. وأن الوحدة بين المملكتين السلوقية والبطليمية كانت ستتم، ولكن ذلك لم يرضِ الرومان وحاكمهم في سوريا أولوس كابينوس والذي من المرجح أنه قام بقتل فيليب الثاني.
وعلى الرغم من أنه لم يكن بالأهمية الكبيرة لكن بمقتله أنهى أحد عشر جيلاً من الملوك السلوقيون، أحد أكثر الحكام تأثيراً في العالم الهيليني.
| المناصب السياسية         | المناصب السياسية          | المناصب السياسية                                                     |
| ------------------------ | ------------------------- | -------------------------------------------------------------------- |
| سبقه أنطيوخوس الثالث عشر | ملك سلوقي 65 ق.م - 64 ق.م | تبعه غايوس أنطونيوس التابع للجمهورية الرومانية نهاية الدولة السلوقية |

| هذه بذرة مقالة عن حياة شخصية من سلوقيون بحاجة للتوسيع. فضلًا شارك في تحريرها. |